# Jacaranda orinocensis
Jacaranda orinocensis là một loài thực vật có hoa trong họ Chùm ớt. Loài này được Sandwith mô tả khoa học đầu tiên năm 1958.